# Hugo Paul (Politiker, 1882)

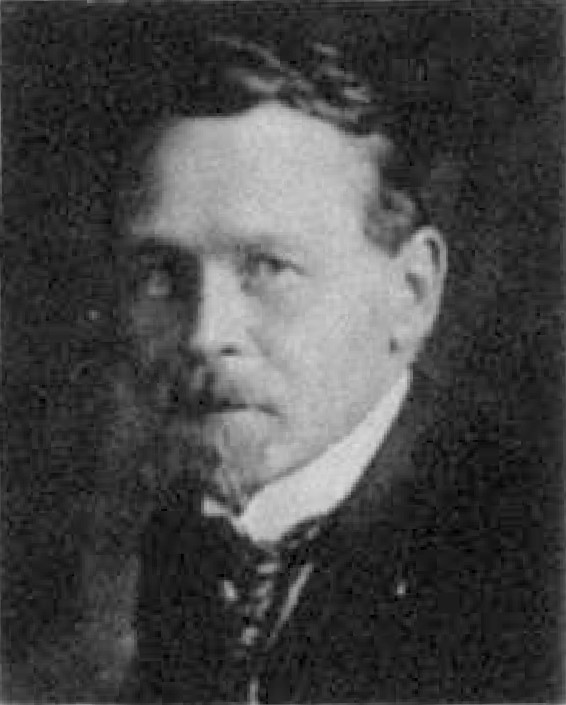
Hugo Paul

Hugo Paul (* 27. Oktober 1882 in Dresden; † 1. August 1957 ebenda) war ein deutscher Politiker (DNVP).

## Leben und Wirken
Nach dem Besuch der Bürgerschule wurde Hugo Paul an der staatlichen Bauschule in Dresden ausgebildet. Ergänzend dazu nahm er zudem als Hospitant an Lehrveranstaltungen an der Technischen Hochschule in derselben Stadt teil. Von 1910 bis 1918 führte Paul ein selbständiges Baugeschäft in Dresden.
Von 1914 bis 1918 nahm Paul am Ersten Weltkrieg teil, in dem er in Frankreich eingesetzt wurde. 1919 wurde Paul als Unteroffizier, dekoriert mit dem Eisernen Kreuz II. Klasse und der Friedrich-August-Medaille, aus der deutschen Armee entlassen. Er übernahm nun eine Stelle als Lehrer an der Staatsbauschule in Dresden. Außerdem wurde er Mitglied des Dresdner Versicherungsamtes und Vorstandsmitglied des Verbandes deutscher Einigungsämter in Berlin. Ferner übernahm der das Amt des zweiten Vorsitzender des Sächsischen Hausbesitzerverbandes. 1921 wurde er Stadtverordneter in Dresden.
Von Mai bis Dezember 1924 saß Hugo Paul als Abgeordneter der DNVP im Deutschen Reichstag, in dem er den Wahlkreis 28 (Dresden-Bautzen) vertrat.

## Schriften
- Holzbau. Lehrheft für den Unterricht an den Sächsischen Staatsbauschulen, 1938. (mit Hans Kittel)